# Francolí pàl·lid
El francolí pàl·lid (Scleroptila gutturalis) és una espècie d'ocell de la família dels fasiànids (Phasianidae) que habita praderies d'Àfrica oriental i Meridional des de l'est de la República Democràtica del Congo, Kenya i Uganda, cap al sud, fins a Sud-àfrica meridional.
En els taxons del sector nord de les zones on habita (Etiòpia, Sudan del sud, Somàlia, Uganda i Kenya), la línia del coll no arriba fins l'ull i la panxa es blanca. Els taxons del sud (Angola, Namíbia, Botswana, Sud-àfrica i Lesotho) tenen la línia del coll arriba fins l'ull i la panxa es de colo beix-grogenc, considerats per algunes autoritats com a dues espècies separades: el francolí pàl·lid (S. gutturalis amb la subespècie lorti) al nord, i el francolí de Levaillant (S. levaillantoides amb la subespècie jugularis) al sud.

## Taxonomia
El nom trinomial inicial va ser Scleroptila gutturalis levalliantoides (Smith, 1836), probablement mal escrit i es pot confondre fàcilment amb Scleroptila levaillantii. Segurament, tots dos porten el nom de Francois Levaillant. L'epítet gutturalis té prioritat.